# Charles Gordon-Lennox, 7:e hertig av Richmond
Charles Henry Gordon-Lennox, 7:e hertig av Richmond, 7:e hertig av Lennox, 2:e hertig av Gordon, född den 27 december 1845, död den 18 januari 1928, var son till Charles Gordon-Lennox, 6:e hertig av Richmond (1818–1903).
Han var parlamentsledamot mellan 1869 och 1888, parallellt med en militär karriär, som avslutades med överstes titel. År 1901–1902 stred han i andra boerkriget. Han blev senare adjutant hos Edvard VII av England, liksom han tidigare delvis tjänstgjort hos drottning Viktoria I av England.
Gift första gången  1868 med Amy Mary Ricardo (1848–1879) och ingick ett andra äktenskap 1882 med Isobel Sophia Craven (1863–1887).

## Barn
- Charles Gordon-Lennox, 8:e hertig av Richmond (1870–1935); gift 1893 med Hilda Brassey (1872–1971)
- Lady Evelyn Gordon-Lennox (1872–1922); gift 1896 med Sir John Richard Cotterell, 4:e baronet. (1866–1937)
- Violet Gordon-Lennox (1874–1946); gift 1894 med Henry Leonard Campbell Brassey, Lord Brassey av Apethorpe (1870–1958)
- Lord Esmé Gordon-Lennox (1875–1949); gift 1:o 1909 med Hermione Fellowes (1886–1972) (skilda 1922) ; gift 2:o 1923 med Rosamond Lorys Palmer (d. 1961)
- Lord Bernard Gordon-Lennox (1878–1914); gift 1907 med Hon. Evelyn Loch (1876–1944)
- Lady Muriel Gordon-Lennox (1884–1969); gift 1:o 1904 med William Beckwith (1877–1954) (skilda 1933) ; gift 2:o 1933 med Lewis Derek Jones (d. 1968)
- Lady Helen Gordon-Lennox (1886–1965); gift 1911 med Alan Percy, 8:e hertig av Northumberland (1880–1930)